# Vlhovec velkoocasý
Vlhovec velkoocasý (Quiscalus mexicanus) je druh ptáka z čeledi vlhovcovitých, vyskytující se v jižní polovině Severní a na severu Jižní Ameriky, nejjižněji v pobřežních oblastech Kolumbie a Ekvádoru, nejseverněji ve státech USA Oregon, Idaho a Minnesota. Původně byl rozšířen ve střední Americe, počínaje 19. stoletím se jeho výskyt začal rozšiřovat dál na sever převážně díky zvětšujícím se městským a zemědělským oblastem. Potravu vyhledává (kromě městských a zemědělských oblastí) v nezalesněných místech – na pastvinách, mokřadech, mangrovech a v chaparralu. Druh popsal Johann Friedrich Gmelin v roce 1788. Dosahuje velikosti 38 až 46 cm, přičemž samci jsou větší než samice. Samci váží 203 až 265 g, samice 115 až 142 g. Rozpětí křídel se pohybuje v rozmezí 48 až 58 cm. Samci jsou černí, hlava, křídla a horní část těla jsou lesklé; samice jsou hnědé, křídla a ocas jsou tmavší než zbytek těla. Mají široký hlasový rozsah, obzvlášť samci.